# Nilo Peçanha
Nilo Peçanha, brazilski politik, * 2. oktober 1867, Campos dos Goytacazes, Rio de Janeiro, † 31. marec 1924, Rio de Janeiro.
Peçanha je bil podpredsednik Brazilije (1906–1909) in predsednik Brazilije (1909–1910).